# 도봉구 병
도봉구 병은 대한민국의 옛 국회의원 선거구였다. 당시 서울특별시 도봉구의 일부 지역을 관할했다.

## 역사
14대 총선을 앞두고 선거구가 분구되면서 신설되었다.
1995년 도봉구 병 지역구의 미아동, 번동 지역이 강북구로 분구되었다.
15대 총선을 앞두고 번1동, 번2동은 강북구 갑으로, 번3동과 미아동은 강북구 을로 분구되었고, 창동은 도봉구 갑으로 돌아가면서 폐지되었다.

## 역대 국회의원
| 선거   | 정당 | 정당   | 의원   |
| ------ | ---- | ------ | ------ |
| 1992년 |      | 민주당 | 조순형 |

## 역대 선거 결과

### 대한민국 제14대 국회의원 선거
|  | 44.31% |

|  | 30.99% |

|  | 21.29% |

|  | 3.39% |